# Eurypegasus draconis
Az Eurypegasus draconis a sugarasúszójú halak (Actinopterygii) osztályának a pikóalakúak (Gasterosteiformes) rendjébe, ezen belül a szárnyas csikóhalak (Pegasidae) családjába tartozó faj.

## Előfordulása
Az Eurypegasus draconis előfordulási területe a Csendes- és az Indiai-óceánokban, valamint a Vörös-tengerben van. Dél-Afrikától kezdve, a Marquises- és a Társaság-szigetekig található meg. Élőhelyének északi határát Japán déli része, míg déli határát Ausztrália és a Lord Howe-szigetcsoport alkotják.

## Megjelenése

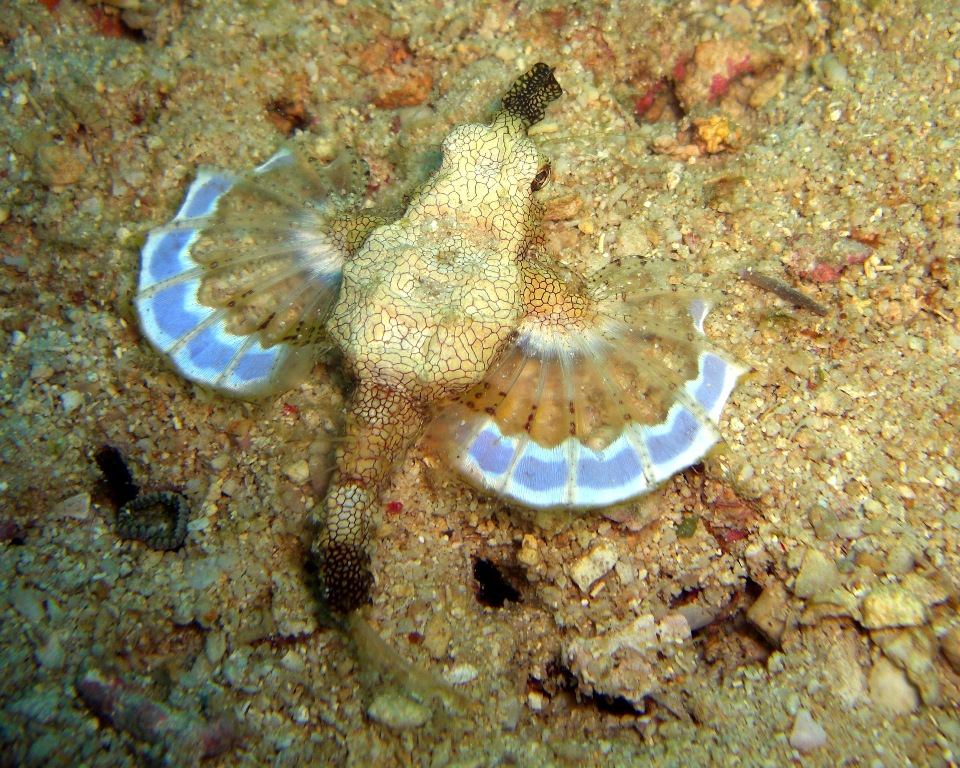
A természetes élőhelyén

Ez a hal legfeljebb 10 centiméter hosszú. 19-22 csigolyája van. Habár a különböző példányok különböző színűek lehetnek, többségükben a barna szín uralkodik. Akármilyen színű is legyen a hal, mindegyik egyed esetében a háti és oldalsó rész sötétebb, mint a hasi rész. Mellúszói nagyok és legyezőszerűek; rajtuk az első tüske kinyúlik és tapogatásra használható. A pettyezett mellúszók szegélye fehér. Testét több csontos lemez borítja. Szemei a fej oldalán ülnek, mögöttük mélyedés látható. Meghosszabbodott pofáján tapogató nyúlványok vannak.

## Életmódja
Trópusi, tengeri halfaj, amely azonban a brakkvízben is képes megélni. Általában a korallzátonyokon él 3-91 méteres mélységekben. Néha lagúnákban vagy folyótorkolatokban is fellelhető. Algák vagy tengerifüvek között vagy akár törmelékes tengerfenéken is tartózkodik. A tápláléka főleg rákokból és férgekből áll. Vedléskor a bőrét egy darabban veti le, és ezt gyors mozgásokkal éri el. Ez a hal életre szóló párkapcsolatot alkot.

## Képek

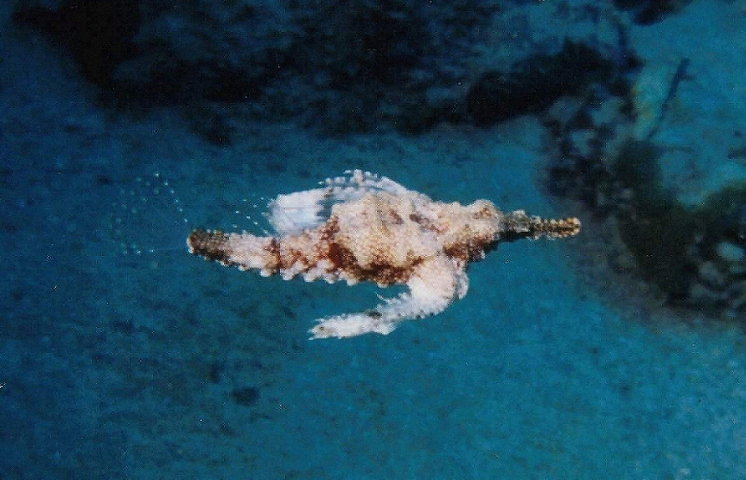
úszás közben
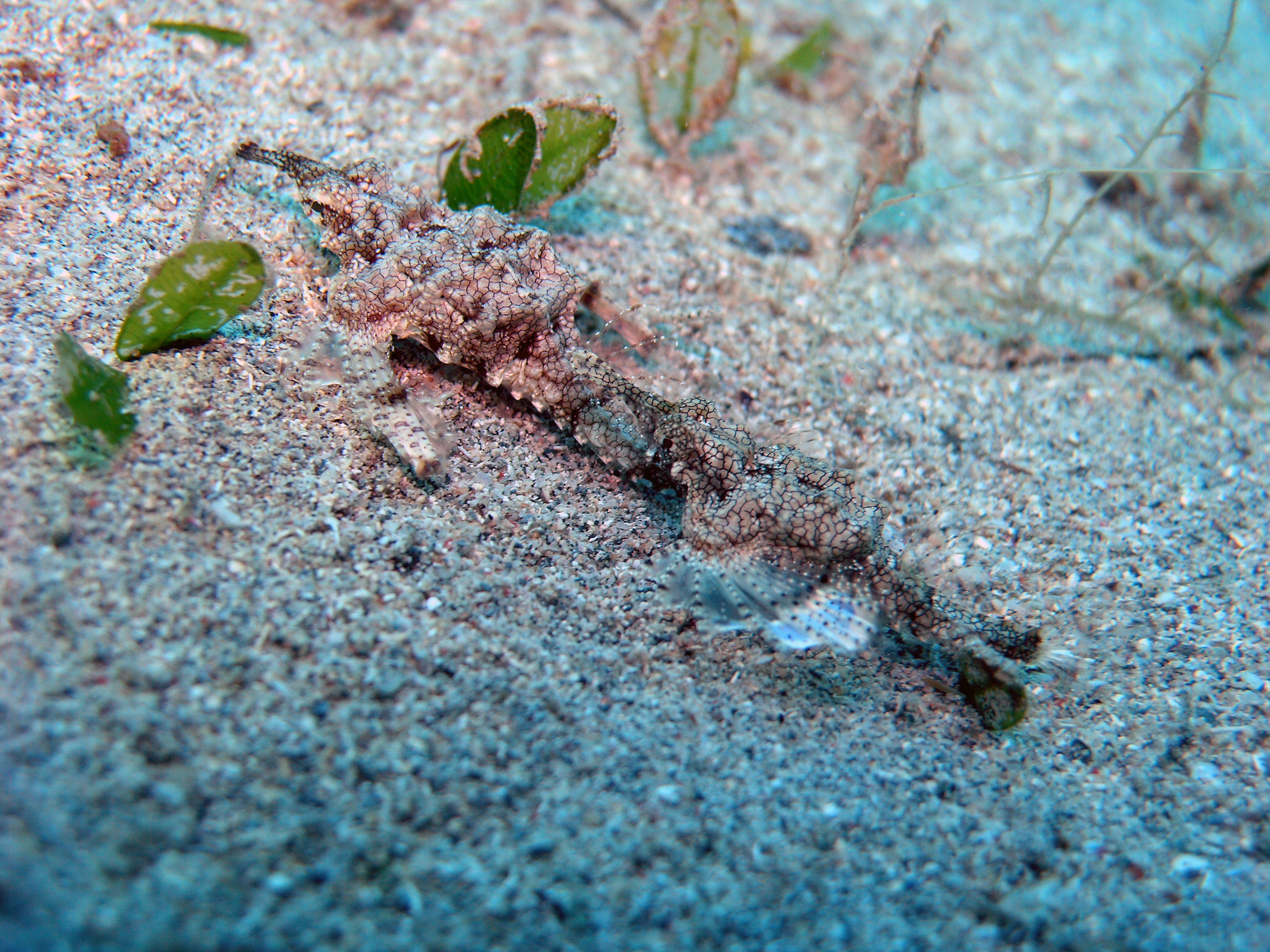
és rejtőzködés
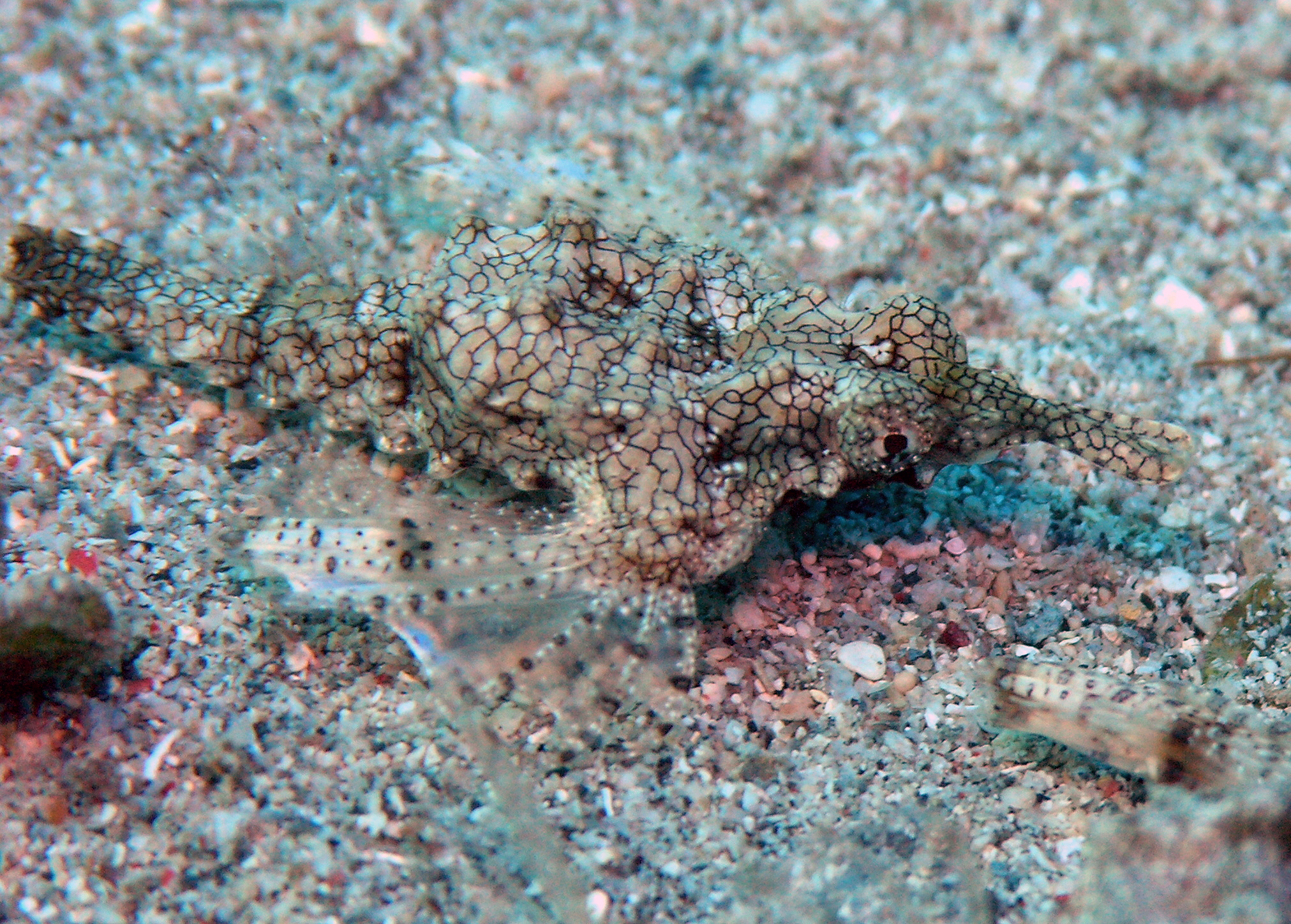
közben